# 高崎芸術短期大学
高崎芸術短期大学（たかさきげいじゅつたんきだいがく、英語: Takasaki Art Center College）は、群馬県多野郡吉井町岩崎2229に本部を置いていた日本の私立大学である。1981年に設置され、2008年に廃止された。大学の略称は芸短。

## 概要

### 大学全体
- 群馬県多野郡吉井町[注 1]に所在した日本の私立短期大学で、設置主体は学校法人堀越学園[1]。
- 1981年に、入学総定員50名の音楽科のみの高崎短期大学として設置された[2]。1988年に美術科を増設して学名を変更する。以後、2学科4専攻、専攻科2専攻体制となる。
- 2003年度の入学生を最後に[注釈 2]、短期大学としての使命を終える[4]。

### 建学の精神（校訓・理念・学是）
- 高崎芸術短期大学の学是は「行学一致」となっている。

### 教育および研究
- 当初は音楽教育に特化していたが、1988年に美術教育にも力をいれるようになった。プロコースと教養コースが置かれていた。

## 沿革
- 1981年
  - 1月16日 左記を以て文部省[注 3]より短期大学の設置が認可される[5]。
  - 4月1日 高崎短期大学（たかさきたんきだいがく）として以下の学科体制にて開学[6]。
  - 音楽科
    - 器楽専攻 入学定員25名
    - 声楽専攻 入学定員25名

  - 5月1日 学生数[7]/定員
    - 音楽科 46[注 4]/50
- 1983年
  - 2月15日 専攻科に以下の課程を設置する[注 5]
    - 音楽専攻 入学定員15名
- 1988年
  - 4月1日 美術科を増設[11]。それに伴い高崎芸術短期大学と改称[12]。
    - デザイン・工芸専攻 入学定員30名[13]
    - 絵画専攻 入学定員20名[13]

  - 5月1日 学生数[14]/定員
    - 音楽科 146[注 6]/100
    - 美術科 55[注 7]/50
- 1989年
  - 5月1日 学生数[15]/定員　
    - 音楽科 166[注 8]/100
    - 美術科 141[注 9]/100
- 1990年
  - 4月1日 専攻科に以下の専攻課程を設置[16]。
    - 美術専攻 入学定員15名
- 1991年
  - 4月1日 音楽科の各専攻課程の入学定員を以下の通り変更する[17]}。
    - 器楽専攻 25[18]→40[19]
    - 声楽専攻 25[18]→10[19]
- 1999年
  - 5月1日 学生数[20]/定員
    - 音楽科 118[注 10]/100
    - 美術科 179[注 11]/100
- 2003年
  - 4月1日 この年度をもって学生募集を終了[注釈 2]。
- 2008年
  - 2月28日 左記を以て正式に廃止される[4]。

## 基礎データ

### 所在地
- 群馬県多野郡吉井町岩崎2229[注釈 1]

### 象徴
- 高崎芸術短期大学のカレッジマークについては、右記資料を参照[21]。

## 教育および研究

### 組織

#### 学科
- 音楽科
  - 器楽専攻 入学定員40名
  - 声楽専攻 入学定員10名
- 美術科
  - デザイン･工芸専攻 入学定員30名
  - 絵画専攻 入学定員20名

#### 専攻科
- 美術専攻 入学定員15名[22]
- 音楽専攻 入学定員15名[22]

#### 別科
- なし

#### 取得資格について
- 中学校教諭二種免許状[22]
  - 音楽：音楽科
  - 美術：美術科

### 研究
- 『TACC journal of art and liberal arts : bulletin of Takasaki Art Center Collge』[23]

## 学生生活

### 部活動・クラブ活動・サークル活動
- 高崎芸術短期大学で活動していたクラブ活動：テニス・スキーなどのサークルがあった[21]。

## 大学関係者と組織

### 大学関係者一覧
歴代学長
- 堀越哲二

## 施設

### キャンパス内
- 1985年 2号館（後の美術棟）完成。
- 1987年 総合芸術空間として水琴奏楽堂完成。
- 1991年 日本庭園「水琴亭」完成[注 12]。

### キャンパス外
- 1985年 セミナーハウス「萱の家」完成。

### 寮
- 高崎芸術短期大学の学生寮：「九番寮」・「拾番館」[21]

## 対外関係

### 系列校
- 高崎保育専門学校
- 国際芸術短期大学

## 卒業後の進路について

### 編入学･進学実績
- 本短大専攻科に進学する人もいたが、それ以外では以下のものがある[24]。
  - 音楽科：昭和音楽大学・徳島文理大学ほか
  - 美術科：名古屋芸術大学・大阪芸術大学ほか